# Henk Göbel
Heinrich Wilhelm Christiaan (Henk) Göbel (Assen, 29 maart 1941 – Rheden, 2 september 2010) was een Nederlandse beeldhouwer.

## Leven en werk
Hij werd geboren als zoon van de Asser architect Johannus Frederikus Adrianus Göbel en zijn vrouw Jacoba Johanna Kruse. Göbel werd opgeleid aan de Academie voor Beeldende Kunsten in Arnhem bij Cephas Stauthamer en Piet Slegers en aan de Jan van Eyck Academie in Maastricht, bij Fred Carasso. In 1969 ontving hij de kunstprijs van Valkenburg. Göbel maakte vrijstaande beelden en kleinplastiek, vooral van paarden.
Göbel leerde aan de Arnhemse academie Marga Carlier (1943-2010) kennen, met wie hij later trouwde. Ze werkten elk zelfstandig, maar maakten ook samen meerdere beelden die in de openbare ruimte werden geplaatst. Hun laatste gezamenlijk werk, een buste van Winnetou (2003), werd in 2013 gestolen.
Göbel overleed in 2010, op 69-jarige leeftijd, enkele maanden na het overlijden van zijn vrouw.

## Werken (selectie)
Solo
- Den Bronzen Os (1974), Ossendrecht
- Paarden (1975), Bergen op Zoom
- Paard (1983), Rheden

Met Marga Carlier
- Rollend paard (1985), Laag-Soeren
- De hoefsmid (1986), Wijchen
- Fokhengst Amor (1989), Heelweg
- De vreugde van de oogst (1991), Lienden
- Poortwachter (1992), Huissen
- Winnetou (2003), Ruurlo

## Afbeeldingen

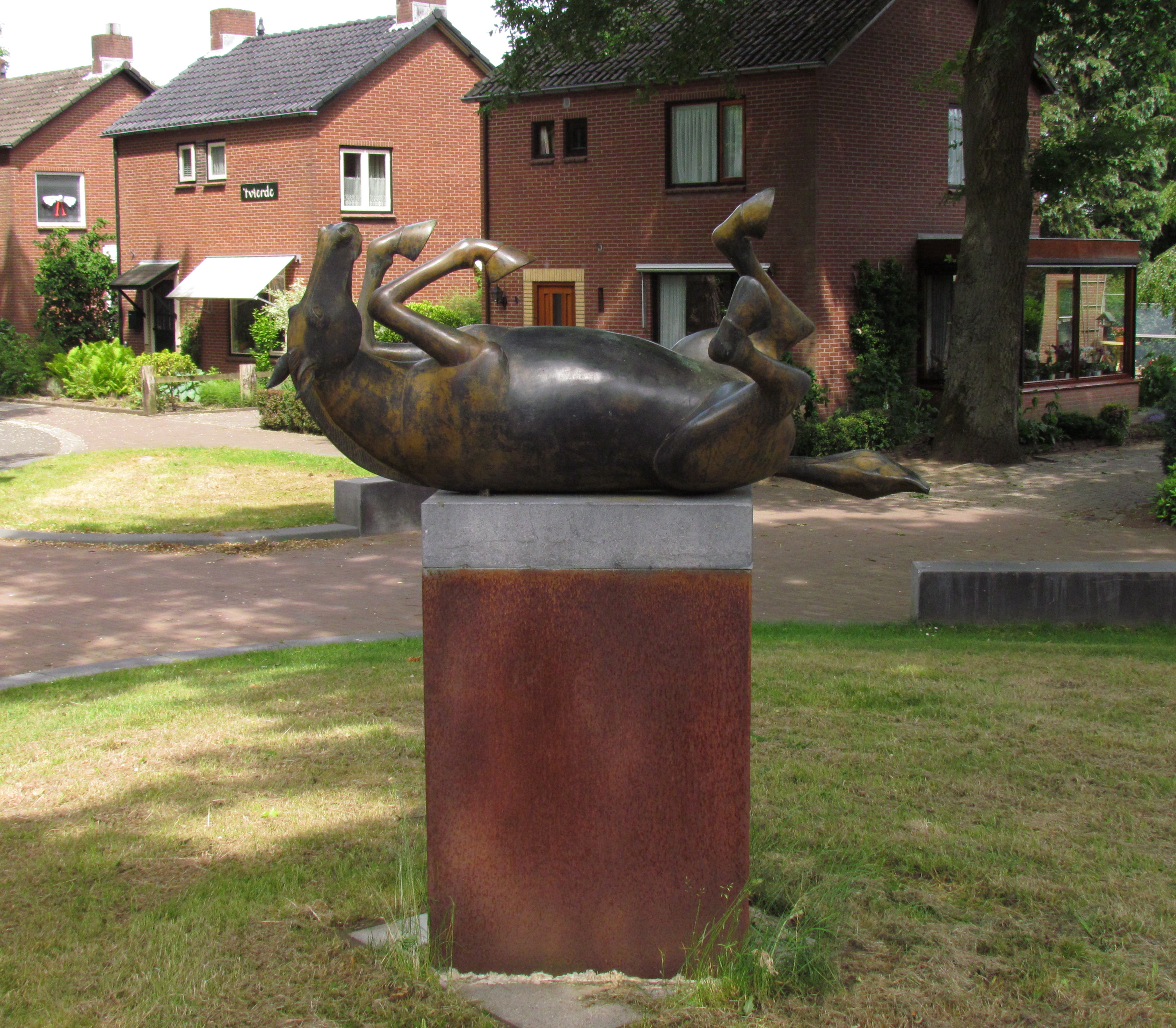
Rollend paard (1985), Laag-Soeren
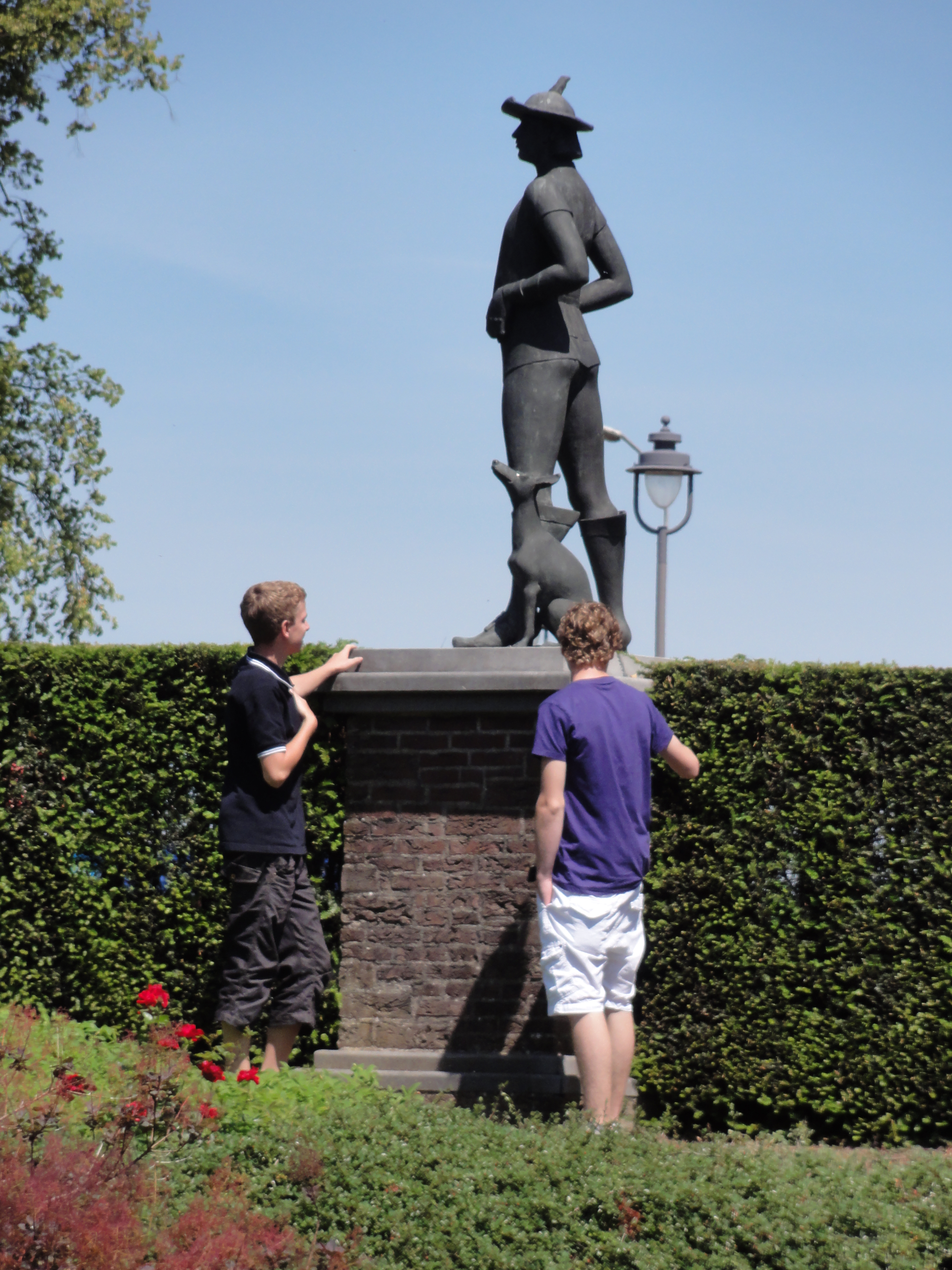
Poortwachter (1992), Huissen

- RKD-Nederlands Instituut voor Kunstgeschiedenis: 32191